# Fazal Hayat
Fazal Hayat, plus connu sous ses pseudonymes de Maulana Fazlullah ou Radio Mullah (né en 1974 dans le district de Swat et mort le 13 juin 2018) est un chef militaire taliban.
Il est devenu dirigeant du groupe armé Tehrik-e-Nifaz-e-Shariat-e-Mohammadi en 2002 puis du Tehrik-e-Taliban Pakistan en 2013. 
Fazlullah s'est fait connaitre au milieu des années 2000 alors que lui et son groupe armé prennent le contrôle du district de Swat afin de faire appliquer la charia, avant d'en être expulsé par l'armée pakistanaise en 2009. Le 7 novembre 2013, il devient émir du Tehrik-e-Taliban Pakistan à la suite du décès d'Hakimullah Mehsud, tué dans une attaque de drone américain, faisant de lui le chef du plus important groupe djihadiste pakistanais.
Il est à son tour tué lors d'une attaque de drone américaine le 13 juin 2018.

## Biographie

### Jeunesse et vie privée
Peu de choses sont connues sur la jeunesse de Fazlullah. Il serait né en 1974 sous le nom de Fazal Hayat dans un secteur rural du district de Swat, dans la province de Khyber Pakhtunkhwa. Il est issu de la tribu pachtoune Yousafzai. Il a suivi sa scolarité dans une école coranique (madrassa). Il aurait brièvement travaillé en tant qu'opérateur de télésiège et vendeur de bois. Son mariage avec la fille de Soofi Mohammed le propulse dans un milieu islamiste.

### Activisme djihadiste

#### Luttes dans le district de Swat
Fazlullah commence son activisme armé en 2001. À l'occasion de la guerre d'Afghanistan, il traverse la frontière et se bat aux côtés des talibans contre l’invasion américaine dans ce qu'il voit comme une « guerre sainte ». De retour au Pakistan, il est arrêté par les autorités avant d'être relâché sous caution. 
Peu après sa libération, il commence ses activités militantes dans le district de Swat en faveur de l'application stricte de la charia. Il prend en 2002 la direction du groupe Tehrik-e-Nifaz-e-Shariat-e-Mohammadi (TNSM) qui a été fondé par son beau-père Soofi Mohammed. La même année, le mouvement est interdit par les autorités. En 2006, il délivre des sermons via sa radio FM pirate, gagnant alors son surnom de « Radio Mullah ». Fazlullah s'oppose notamment à l'éducation des filles, à la musique, aux technologies ou aux campagnes de vaccination.
À partir de 2007, lui et son mouvement commencent à prendre le contrôle de la vallée de Swat et à imposer leur interprétation de la charia. Il met en place des tribunaux qui condamnent à des flagellations ou décapitations, notamment. Alors que ses relations avec les autorités pakistanaises s'enveniment, notamment après l'assaut de la Mosquée rouge en juillet 2007, il fédère son mouvement avec de nombreux autres groupes talibans au sein du Tehrik-e-Taliban Pakistan, qui devient le plus important groupe armé opposé aux autorités pakistanaises. Entre 2008 et 2009, il négocie avec les autorités pakistanaises un accord de cessez-le-feu autorisant officiellement l'application de la charia dans le Swat et reconnaissant les tribunaux islamiques mis en place par le TNSM[réf. nécessaire]. 

#### Fuite

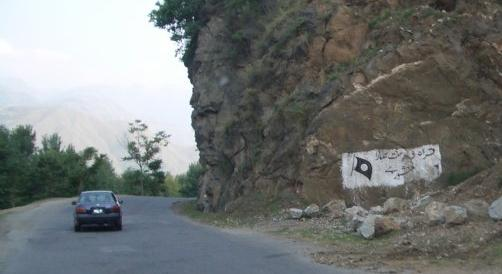
Slogan du TNSM en 2007 dans le district de Swat, près de Matta, fief du TNSM. Il est écrit « le Coran et la Sunna sont notre loi ».

Alors que les talibans pakistanais continuent de s'étendre dans la province de Khyber Pakhtunkhwa, l'accord de cessez-le-feu avec les autorités pakistanaises vole en éclats et l'armée pakistanais entame en 2009 de vastes opérations militaires dans la région, marquant un changement de stratégie du pays. Rapidement défait après des combats sanglants, Fazlullah fuit vers les régions tribales puis en Afghanistan. Il se cacherait dans la province de Kounar ou du Nouristan. Il est annoncé plusieurs fois mort ou sérieusement blessé lors de bombardements, mais toutes ces allégations se sont révélées fausses.
Fazlullah continue à y diriger son groupe et organise des attaques au Pakistan, notamment à la frontière entre les deux pays. L'une d'elles a abouti à la mort de 17 soldats pakistanais décapités par le groupe en 2012 après une attaque à la frontière. Il a aussi revendiqué la tentative d'assassinat de Malala Yousafzai et d'un officier supérieur de l'armée pakistanaise. Sa tête est mise à prix 500 000 dollars par le gouvernement pakistanais, et 100 000 dollars par le gouvernement local de Khyber Pakhtunkhwa. 

#### Chef des talibans pakistanais
Le 7 novembre 2013, Fazlullah est élu nouvel émir du Tehrik-e-Taliban Pakistan en remplacement d'Hakimullah Mehsud, tué dans une attaque de drone américain au début du mois. Il est décrit comme un combattant radical et déterminé, particulièrement violent dans ses actions mais calme en apparence. Il est très respecté par les chefs talibans, notamment ses prédécesseurs Mehsud ou par les talibans afghans. C'est le premier chef du réseau à ne pas être directement issu des régions tribales du Pakistan. Dès son accession, il rejette les négociations de paix proposées par le Premier ministre Nawaz Sharif et annonce sa volonté de poursuivre les actions contre les autorités pakistanaises, menaçant notamment le chef de l'armée Ashfaq Kayani,. 
En décembre 2014, Fazlullah revendique le massacre de l'école militaire de Peshawar. Avec près de 140 morts, des enfants pour la plupart, c'est la plus importante attaque terroriste ayant touché le Pakistan. Il justifie l'attaque comme étant en représailles à l'opération Zarb-e-Azb. Son radicalisme et son refus de toute négociation auraient cependant conduit à des divisions au sein des talibans pakistanais.

#### Mort
Il est tué par un drone américain le 13 juin 2018.